# Ben Curtis
Ben Curtis, född 26 maj 1977 i Columbus, Ohio, är en amerikansk golfspelare.
Som amatör var Curtis framgångsrik med segrar i Ohio Amateur Championship 1999 och 2000 och blev då förutom John Cook och Arnold Palmer den enda spelare som vunnit Ohio Amateur flera år i en följd. Han vann även Players Amateur Championship 2000.
Curtis är mest känd för att ha vunnit majortävlingen The Open Championship 2003. Den segern ansågs som en stor överraskning eftersom den då 26-årige Curtis bästa placering hade varit en 13:e plats i Western Open två veckor tidigare, det resultat som kvalificerade honom för The Open Championship.
2003 års Open Championship var Curtis första majortävling och han var den förste spelaren som vann i sin majordebut sedan Francis Ouimet seger 1913 i US Open.
Under den sista dagen av The Open Championship hade han fördelen av att han kunde avsluta på ett slag under par utan att veta att det var för segern i tävlingen. Före rundan låg Thomas Björn tre slag före men han tappade fyra slag på de sista hålen.
Curtis majorseger gjorde dock inte att han fortsatte att placera sig högt i tävlingar. 2004 slutade han bland de tio bästa en gång och 2005 missade han cutten i tolv av sina fjorton första tävlingar. Han kom dock trea i Western Open det året.